# Antonia de la Gasca de la Vega
Antonia García de la Gasca y Lasso de la Vega (Madrid, ca. 8 d'octubre de 1552 - Valladolid?, ?) va ser una religiosa dominica castellana.
Va néixer vers el 8 d'octubre de 1552, data en què se l'administrà el baptisme, a la parròquia de San Pedro el Real de Madrid, essent el seu padrí l'inquisidor Diego de los Cobos. Era filla del doctor Diego García de la Gasca, membre del consell de l'emperador Carles V, i d'Ana Lasso de la Vega.
Va rebre una esmerada educació d'acord amb el seu estatus social. Durant la seva infantesa i joventut va ser víctima d'una llarga i dolorosa malaltia que la va mantenir durant nou anys prostrada al llit. Hom afirma que es va curar miraculosament gràcies a la intercessió de sant Domènec de Guzmán. Aquest fet va despertar la seva vocació religiosa i va prendre l'hàbit de les dominiques al convent de Santa Catalina de Sena de Valladolid, acompanyada de la seva germana Inés, que havia va patir la mateixa malaltia i també va aconseguir restablir-se.
Hom afirma que Antonia va ser un model de perfecció, paciència i virtut durant la seva vida, així com en la seva estada al convent, on va romandre fins a la seva mort.